# بيتين (كيمياء)
البيتين (الاسم العلمي: betaine) في الكيمياء هو أي محايد مركب كيميائي مع موجبة الشحنة الموجبة مجموعة وظيفية، مثل الأمونيوم الرباعية أو فسفونيوم الموجبة (عموما: أونيوم أيونات) لا يحمل أي ذرة الهيدروجين ومع مجموعة وظيفية ذات الشحنة السالبة مثل الكربوكسيل المجموعة التي قد لا تكون متاخمة للموقع الموجب. وهو حمض أميني معدل يتكون من الجلايسين مع ثلاث مجموعات ميثيل تعمل كمتبرع للميثيل لمختلف المسارات الأيضية. تاريخيًا، كان المصطلح مخصصًا لمصطلح ثلاثي ميثيل الجليسين (TMG) الذي يشارك في تفاعلات المثيلة وإزالة السموم من الهوموسيستين.
في النظم البيولوجية، تعمل العديد من مركبات البيتين التي تحدث بشكل طبيعي كأسموليت عضوي.
هذه هي المواد التي يتم تصنيعها أو أخذها من البيئة بواسطة الخلايا للحماية من الإجهاد التناضحي، والجفاف، والملوحة العالية، أو ارتفاع درجة الحرارة. يسمح التراكم داخل الخلايا للبيتين باحتباس الماء في الخلايا، وبالتالي الحماية من آثار الجفاف.
هذا التراكم لا يزعج وظيفة الإنزيم وبنية البروتين وسلامة الغشاء. البيتين هو أيضًا مانح للميثيل له أهمية متزايدة في علم الأحياء.

## جلايسين بيتين

التركيب الكيميائي لثلاثي ميثيل الجليسين

تم تسمية البيتين الأصلي،(N، N، N -Trimethylglycine) بعد اكتشافه في بنجر السكر (Beta vulgaris subsp. vulgaris) في القرن التاسع عشر. وهو عبارة عن حمض أميني (N -trimethylated). وهو زويتيريون، والذي لا يمكن أن يتشابه لأنه لا توجد ذرة هيدروجين قابلة للتغير مرتبطة بذرة النيتروجين. يمكن أن تسمى هذه المادة جلايسين بيتين لتمييزها عن مركبات البيتين الأخرى.

## الاستخدامات

### الكيمياء الحيوية
Phosphonium betaines هي مواد وسيطة في تفاعل فيتيغ. تعمل إضافة البيتين إلى تفاعلات البلمرة المتسلسلة على تحسين تضخيم الحمض النووي عن طريق تقليل تكوين البنية الثانوية في المناطق الغنية بالـ GC. قد تؤدي إضافة البيتين إلى تحسين خصوصية تفاعل البلمرة المتسلسل عن طريق القضاء على اعتماد تكوين زوج القاعدة على ذوبان الحمض النووي.

### المضافات الغذائية
في عام 2017، خلصت هيئة سلامة الأغذية الأوروبية إلى أن البيتين آمن «كغذاء جديد يجب استخدامه عند مستوى مدخول أقصى يبلغ 6 مجم / كجم من وزن الجسم يوميًا بالإضافة إلى المدخول من النظام الغذائي الأساسي».

### عقار معتمد
لدواء الموصوف (Cystadane) يحتوي على البيتين له استخدام محدود للعلاج الفموي لبيلة هوموسيستينية الجينية لتقليل مستويات الهوموسيستين في الدورة الدموية.

### مكمل غذائي
يستخدم Trimethylglycine، بيتين، كمكمل غذائي، على الرغم من عدم وجود دليل على أن جرعات المكملات فعالة أو آمنة. تشمل الآثار الجانبية الشائعة لأخذ البيتين عن طريق الفم الغثيان واضطراب المعدة.

### مخاوف تتعلق بالسلامة
البيتين مادة مهيجة للعيون والجلد.